# زبان یونانی
زبان یونانی یا زبان اِلینیکا (به یونانی: Ελληνικά) در یونانی باستان: زبان هِلِنیکه (یونانی باستان: Ἑλληνική Hellēnikḗ) یک زبان مستقل، از خانوادهٔ زبان‌های هندواروپایی است که در یونان، قبرس، آلبانی و سایر مناطق مدیترانه شرقی و دریای سیاه بدان سخن گفته می‌شود. این زبان دارای طولانی‌ترین تاریخ مستند میان زبان‌های هندواروپایی زنده است که حداقل ۳۵۰۰ سال سابقهٔ نوشتاری را در بر می‌گیرد. سامانهٔ نوشتاری زبان یونانی الفبای یونانی نام دارد که از الفبای فنیقی گرفته شده و مادر خطوط لاتین، سیریلیک، ارمنی، قبطی، گوتی و چندین خط دیگر به‌شمار می‌رود.
زبان یونانی دارای نقش برجسته‌ای در تاریخ جهان غرب و مسیحیت است. یونانی باستان به علت برخورداری از ادبیات غنی هنوز دوستداران فراوانی دارد. عده زیادی از مردم جهان مایل هستند آثار ارزشمند هومر، سوفکلس و آیسخولوس (آشیل) را به زبانی که این ادبیات در آن پدید آمده؛ مطالعه کنند. از یونانی همچنین برای واژه‌سازی علمی به ویژه در نجوم، ریاضیات و منطق و فلسفه استفاده می‌شود. عهد جدید، کتاب مقدس مسیحیان، به یونانی کوینه نوشته شده و مطالعات کلاسیک عمدتاً بر پایهٔ دو زبان یونانی و لاتین بنا شده‌است.
در اروپای دوران قدیم، کاربرد یونانی به عنوان زبان میانجی در حوزهٔ مدیترانه و آسیای غربی بسیار رایج بود. در نهایت نیز یونانی در امپراتوری بیزانس به صورت رسمی درآمد که این گونه از زبان به یونانی بیزانسی معروف است. یونانی نوین که گونهٔ امروزی آن است در دو کشور یونان و قبرس رسمی است، در هفت کشور به عنوان زبان اقلیت شناخته می‌شود و یکی از زبان‌های رسمی اتحادیه اروپا به‌شمار می‌رود. این زبان امروزه توسط حداقل ۱۳٫۴ میلیون نفر در یونان، قبرس، ایتالیا، آلبانی، ترکیه و در جوامع دور از وطن یونانی صحبت می‌شود.

## نام
نام یونان در فارسی از ایونیا، منطقه یونانی‌نشین آسیای صغیر، گرفته شده‌است. این نام از زبان پارسی باستان ریشه گرفته‌است و هم‌اکنون علاوه بر فارسی در عربی، زبان‌های ترکی، هندی، ارمنی، آرامی، مالایی و اندونزیایی به کار می‌رود.

## تاریخ
زبان یونانی حداقل از هزاره سوم پیش از میلاد در بالکان رایج بوده‌است. قدیمی‌ترین اثر مکتوب به یونانی مربوط به یک لوح رسی است که به سال ۱۴۵۰ تا ۱۳۵۰ پیش از میلاد بازمی‌گردد و باعث می‌شود یونانی میسنی قدیمی‌ترین زبان مکتوب لقب گیرد. در میان زبان‌های هندواروپایی، تاریخ نخستین اثر مکتوب یونانی فقط با زبان‌های منقرض‌شدهٔ آناتولی مطابقت دارد.

### دوره‌ها

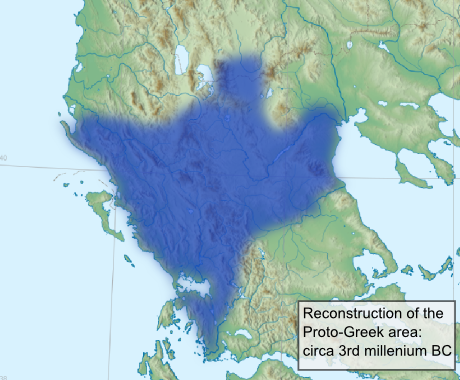
نقشه مناطق دارای سخنور به زبان نیا-یونانی

زبان یونانی معمولاً به دوره‌های زیر تقسیم می‌شود:
- نیایونانی آخرین نیای یونانی است که فرضی است. دوره نیا-یونانی با ورود مهاجران هلنی به شبه‌جزیره یونان پایان یافت که این اتفاق مربوط به دوران نوسنگی یا عصر برنز می‌شود.
- یونانی میسنی زبان یونان میسنی بود که در لوح‌های مربوط به قرن ۱۵ قبل از میلاد به بعد ضبط شده‌است. این زبان با خط ب نگاشته می‌شد.
- یونانی باستان با گویش‌های فراوانش، زبان یونان کهن، یونان کلاسیک و یونان باستان بوده و در امپراتوری روم به‌طور گسترده رواج داشته‌است. نقش یونانی باستان در اروپای غربی در دوران قرون وسطی کمرنگ شد اما کماکان در امپراتوری بیزانس تا پیش از سقوط قسطنطنیه به‌طور رسمی کاربرد داشت.
- یونانی کوینه: ترکیبی از گویش اتیک، گویش‌های مرتبط ایونی و لهجه آتن بود و فرایندی را آغاز کرد که منجر به ایجاد نخستین گویش مشترک یونانی و به صورت میانجی درآمدن یونانی در طول مدیترانه شرقی و خاور نزدیک شد. یونانی کوینه را می‌توان در سرزمین‌های تسخیرشده توسط اسکندر مقدونی، از مصر تا کناره‌های هند نیز ردیابی کرد. پس از فتح یونان به دست رومی‌ها، به‌طور غیررسمی یک چندزبانگی یونانی و لاتین بر شهر رم حاکم شد و یونانی کوینه زبان اول یا دوم امپراتوری روم به‌شمار می‌رفت. تأثیر کوینه بر مسیحیت نیز قابل توجه است چرا که حواریون از این زبان برای گسترش و تبلیغ مسیحیت استفاده می‌کردند. نسخهٔ اصلی عهد جدید و نسخهٔ هفتادگانی از عهد عتیق نیز بدین زبان نگاشته شده‌اند و از همین رو، یونانی کوینه، یونانی عهد جدید و یونانی انجیلی نیز نام دارد.
- یونانی میانه یا یونانی بیزانسی ادامه یونانی کوینه بود که تا سقوط امپراتوری بیزانس در قرن پانزدهم میلادی کاربرد داشت. یونانی میانه یک عبارت کلی برای همه سبک‌های گفتاری و نوشتاری یونانی بین دوران یونانی کوینه تا یونانی نوین است. بخش عمده‌ای از یونانی مکتوب که به عنوان زبان رسمی امپراتوری بیزانس مورد استفاده قرار می‌گرفت، انواع مختلفی از یونانی میانه بر اساس سنت نوشتاری کوینه بود.
- یونانی نوین حاصل یونانی میانه بود که از قرن یازدهم میلادی آغاز به بروز کرد و با سقوط امپراتوری بیزانس در سال ۱۴۵۳، جای یونانی میانه را گرفت. این همان زبانی است که یونانیان امروزی آن را به کار می‌برند و جدا از یونانی نوین معیار، چندین گویش دیگر از آن نیز وجود دارد.

### دوزبان‌گونگی
در عصر حاضر، زبان یونانی وارد نوعی دوزبان‌گونگی شده‌است. این وضعیت نتیجه وجود همزمان دو گونهٔ نوشتاری عامیانه و رسمی این زبان است. چیزی که موجب پیش‌آمد پرسش زبان یونانی شد. این پرسش به تضاد دو گونهٔ رقیب یونانی نوین یعنی دموتیکی (گونهٔ عامیانه یونانی مدرن) و کاتارووسا (به معنی پالایش‌یافته که ترکیبی از دموتیکی و یونانی باستان است و در اوایل قرن نوزدهم برای اهداف ادبی و رسمی در کشور تازه تأسیس یونان توسعه یافت) منجر شده‌است. در سال ۱۹۷۶، دموتیکی با گنجانیدن ویژگی‌هایی از کاتارووسا به عنوان زبان رسمی یونان درآمد که این کار منجر به زایش یونانی نوین معیار شد که امروزه برای اهداف رسمی و آموزش از آن استفاده می‌شود.

### یکپارچگی تاریخی
یکپارچگی تاریخی و هویت مداوم بین مراحل مختلف زبان یونانی اغلب مورد تأکید است. اگرچه یونانی دستخوش تغییرات ریخت‌شناسی و واجی بسیاری در مقایسه با سایر زبان‌ها شده‌است، اما تاحدودی سنن فرهنگی، ادبی و املایی آن از زمان باستان جدا نشده‌اند، تا حدی که می‌توان از زبانی در حال ظهور صحبت کرد. متکلمان یونانی امروزه هنوز هم تمایل دارند آثار ادبی یونان باستان را بخشی از خودشان بدانند نه یک زبان خارجی. همچنین اغلب بیان می‌شود که تغییرات تاریخی در مقایسه با برخی از زبان‌های دیگر نسبتاً اندک بوده‌است. طبق یک تخمین، یونانی هومر احتمالاً به یونانی دموتیکی نزدیک‌تر از انگلیسی میانه قرن ۱۲ به انگلیسی جدید است.

## پراکندگی جغرافیایی

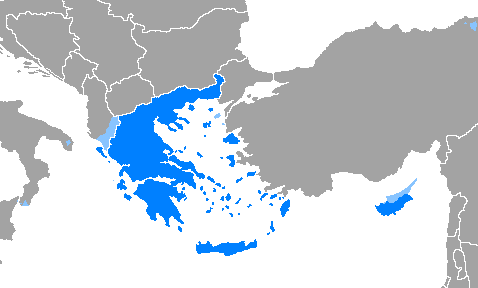
نقشه مناطق یونانی‌زبان
مناطقی که یونانی زبان رسمی است. (جمهوری قبرس و یونان)
مناطقی دارای گویشور یونانی

یونانی امروزه بین ۱۳ میلیون نفر جمعیت در یونان و قبرس همراه با جمعیتی قابل توجه یونانی در آلبانی در مرز یونان و آلبانی رایج است. بخش قابل توجهی از جمعیت آلبانی بر یونانی تسلط نسبی دارند که بخشی از آن به دلیل موج مهاجرت آلبانی به یونان در دهه ۱۹۸۰ و ۹۰ است. پیش از جنگ یونان و ترکیه و تبادل جمعیت در سال ۱۹۲۳، جمعیت بسیاری بزرگی از یونانی‌ها در ترکیه موجود بود که امروزه شمار اندکی از آن‌ها باقی مانده‌است. جمعیت کوچکی از یونانی‌ها در بلغارستان نیز در حاشیه مرز با یونان زندگی می‌کنند. یونانی همچنین توسط جوامع دور از وطن یونانی در ایالات متحده، استرالیا، کانادا، آفریقای جنوبی، شیلی، برزیل، آرژانتین، روسیه، اوکراین و در اتحادیه اروپا به ویژه در بریتانیا و آلمان رایج است.
در طول تاریخ، جوامع و مناطق قابل توجه یونانی‌زبان در سراسر مناطق مدیترانه شرقی که امروزه جنوب ایتالیا، ترکیه، قبرس، سوریه، لبنان، فلسطین، مصر و لیبی را در بر می‌گیرد، همچنین در ناحیه دریای سیاه که امروزه شامل بلغارستان، رومانی، اوکراین، روسیه، گرجستان، ارمنستان و جمهوری آذربایجان می‌شود و نیز به میزان کمتری در مناطق مدیترانه غربی در اطراف مستعمره‌ها یافت می‌شدند.

### وضعیت رسمی
یونانی در یونان زبان رسمی است و توسط تقریباً همه جمعیت تکلم می‌شود. یونانی همچنین در قبرس در کنار زبان ترکی استانبولی رسمی است. به دلیل عضویت یونان و قبرس در اتحادیه اروپا، یونانی یکی از ۲۴ زبان رسمی این اتحادیه است. یونانی همچنین زبان رسمی دو شهر در آلبانی و زبان اقلیت به رسمیت شناخته‌شده در کل کشور است. در بخش‌هایی از ایتالیا، ارمنستان، رومانی و اوکراین نیز یونانی زبان محلی یا اقلیت شناخته می‌شود. یونانی‌ها در مجارستان نیز به عنوان یک گروه قومی به رسمیت شناخته شده‌اند.

## ویژگی‌ها

### واج‌شناسی
ساختار هجایی یونانی در طول تاریخ خود، تغییر چندانی نداشته‌است: یونانی یک ساختار هجایی مختلط را داراست که اجازه می‌دهد مجموعه‌های هجایی پیچیده اما کدهای بسیار محدود وجود داشته باشد. این زبان فقط واکه‌های دهانی و یک مجموعه نسبتاً پایدار از همخوان‌ها دارد. عمده تغییرات آواشناسی در دوره هلنیستی و رومی رخ داده‌است.

### ریخت‌شناسی
ریخت‌شناسی یونانی در تمام مراحل خود، مجموعه گسترده‌ای از ضمایر اشتقاقی سازنده، یک سامانه ترکیب محدود اما مولد و یک سامانه عطفی غنی را نشان می‌دهد. اگرچه رده‌های ریخت‌شناختی یونانی در طول زمان نسبتاً پایدار بوده‌است، تغییرات آن در همه جا، به ویژه در سامانه‌های اسمی و فعلی، وجود دارند. بیشتر تغییر در ریخت‌شناسی اسمی از مرحله یونانی کلاسیک، عدم استفاده از حالت برایی است. سامانه فعلی نیز مصدرها، فعل‌های آینده به صورت ترکیبی و زمان‌های نقلی و حالت اختیاری را از دست داده‌است که البته جای بسیاری از آنها را اشکال حاشیه‌ای (تحلیلی) گرفته‌است.

### نحو
بسیاری از جنبه‌های نحو یونانی ثابت مانده‌است: فعل‌ها فقط با نهاد خود همراهی می‌کنند، استفاده از حالت‌های باقی‌مانده عمدتاً ثابت مانده‌است، حروف مقدم بر اسم هستند، حروف اضافه تا حد زیادی پیشین هستند، عبارت‌های نسبی از اسمی که تغییر می‌دهند پیروی می‌کنند و ضمایر نسبی از جمله‌های اولیه هستند. با این حال، تغییرات ریخت‌شناسی نیز در نحو اثر گذاشته‌اند و این گونه بین نحو زبان باستان و شکل نوین آن تفاوت‌های چشمگیری وجود دارد. یونانی باستان از ساختارهای وابسته به وجه صرفی و سازه‌های مصدر بسیار استفاده می‌کرد و گونه نوین آن کاملاً فاقد مصدر است و از وجه صرفی بیشتر استفاده می‌کند. از دست دادن حالت برایی منجر به افزایش حروف غیرمستقیم اضافه نیز شد. همچنین یونانی باستان تمایل به وجود فعل در پایان جمله دارد، اما ترتیب جملات خبری در زبان نوین فعل-نهاد-مفعول یا نهاد-فعل-مفعول است.

### واژگان
یونانی نوین بیشتر واژگان خود را از یونانی باستان به ارث برده‌است، که به نوبه خود یک زبان هندواروپایی است، ولی همچنین شامل تعدادی از وام‌واژه از زبان پیشایونانی، زبان مردمی که پیش از ورود نیایونانیان در یونان زندگی می‌کردند، است. امروزه بیشتر وام‌واژه‌ها در یونانی از لاتین، ونتی و ترکی استانبولی هستند. وام‌واژه‌های وارد شده به یونانی در دوره‌های قدیمی، عطف‌های یونانی را به دست آوردند و بنابراین فقط ریشه آن‌ها خارجی باقی مانده‌است. وام‌واژه‌های امروزی (از قرن بیستم تاکنون) که به ویژه از فرانسوی و انگلیسی هستند، عمدتاً عطفی نشده‌اند. زبان‌های اسلاوی جنوبی (مقدونی/بلغاری) و رومی شرقی (آرومانی و مگلنو رومانی) دیگر منابع وام‌واژگان یونانی هستند.

## دسته‌بندی
یونانی در یک خانواده مستقل از خانواده زبانی هندواروپایی قرار می‌گیرد. ممکن است زبان مقدونی باستان نیز با یونانی در ارتباط بوده‌باشد اما بیشتر پژوهشگران آن را به صورت گویشی از یونانی در نظر می‌گیرند. به جز مقدونیه‌ای، برخی از پژوهشگران فریجی را هم‌خانوادهٔ یونانی می‌دانند چرا که هردو دارای ویژگی‌های مشترکی هستند که در سایر زبان‌های هندواروپایی یافت نمی‌شود. در میان زبان‌های زنده، یونانی بیشتر به ارمنی و زبان‌های هندوایرانی (به صورت یونانی-آریایی) نزدیک است اما شواهد کمی برای افزودن آن به این خانواده‌ها وجود دارد. زبان آلبانیایی نیز توسط برخی زبان‌شناسان به گونه‌ای در ارتباط با یونانی و ارمنی در نظر گرفته شده‌است.

## سامانه نوشتاری

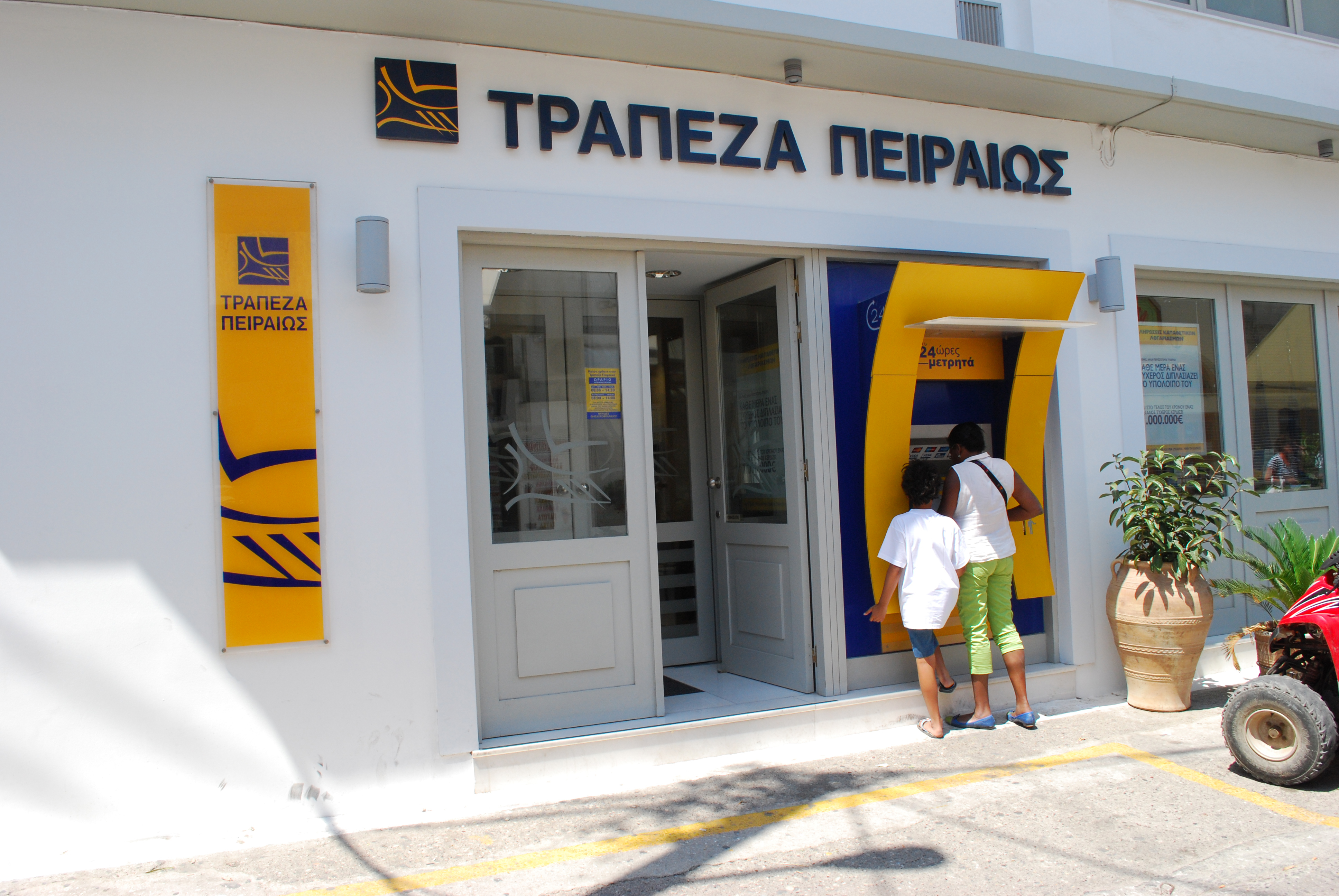
نوشته‌های یونانی

### الفبای یونانی
زبان یونانی از سده نهم پیش از میلاد به الفبای یونانی نگاشته می‌شده‌است. این الفبا دارای ۲۴ حروف می‌باشد و یکی از کاملترین سامانه‌های الفبایی و نیز کهن‌ترین الفبایی است که هنوز نیز کاربرد دارد. در گذشته برای نشان دادن شمارگان نیز از این الفبا سود برده می‌شد ولی امروزه یونانیان از نمادهای ریاضی برای نشان دادن شماره‌ها بهره می‌برند. حروف الفبای یونانی در زیر از راست به چپ مرتب گردیده‌اند:
| حروف بزرگ |   |   |   |   |   |   |   |   |   |   |   |   |   |   |   |   |     |   |   |   |   |   |   |
| Α         | Β | Γ | Δ | Ε | Ζ | Η | Θ | Ι | Κ | Λ | Μ | Ν | Ξ | Ο | Π | Ρ | Σ   | Τ | Υ | Φ | Χ | Ψ | Ω |
| حروف کوچک |   |   |   |   |   |   |   |   |   |   |   |   |   |   |   |   |     |   |   |   |   |   |   |
| α         | β | γ | δ | ε | ζ | η | θ | ι | κ | λ | μ | ν | ξ | ο | π | ρ | σ/ς | τ | υ | φ | χ | ψ | ω |

تلفظ حروف به شکل زیر است:
| - Α α: آلفا - Β β: بتا - Γ γ: گاما - Δ δ: دلتا - Ε ε: اپسیلن - Ζ ζ: زتا - Η η: اتا - Θ θ: تتا (ثتا) | - Ι ι: یوتا - Κ κ: کاپا - Λ λ: لاندا - Μ μ: موو - Ν ν: نوو - Ξ ξ: کی سی - Ο ο: اُمیکرون - Π π: پی | - Ρ ρ: رو - Σ σ/ς: سیگما - Τ τ: تاو - Υ υ: آپسیلن - Φ φ: فی - Χ χ: خی - Ψ ψ: پسای - Ω ω: اُمگا |

### الفبای لاتین
یونانی گاهی به خط لاتین نوشته می‌شود. این مورد بیشتر در بین مناطق یونانی‌نشین جمهوری ونیز و یونانی‌های کاتولیک رایج است. اصطلاح فرانکولِوانتینیکا (به یونانی: Φραγκολεβαντίνικα) وقتی از خط لاتین برای نوشتن یونانی در محیط‌های کاتولیک استفاده می‌شود کاربرد دارد. امروزه کاربرد الفبای لاتین برای زبان یونانی در جوامع یونانی‌زبان جنوب ایتالیا است.

### الفبای عبری
گویش یوانیک زبان یونانی توسط یهودیان به الفبای عبری نوشته می‌شده‌است.

### الفبای عربی
برخی از مسلمانان کرت و یوآنینا از الفبای عربی برای نوشتار گونه‌های یونانی خود استفاده می‌کردند.